# Karl August Folkers
Karl August Folkers (1º settembre 1906 – 7 dicembre 1997) è stato un biochimico statunitense che lavorò presso il Merck & Co. , e noto per la sua isolazione della vitamina B12. Ricevette la Medaglia Perkin nel 1960 e la Medaglia Priestley nel 1986.